# Estació de MARQ-Castell del TRAM d'Alacant
MARQ-Castell és una estació de les línies 1, 2, 3 i 4 del TRAM Metropolità d'Alacant. Està situada sota el vessant nord de la serra del Benacantil i sota la plaça del Doctor Mas Magro, entre els barris del Pla del Bon Repòs i el Raval Roig, encara que adquireix el seu nom per la seua proximitat al Museu Arqueològic Provincial d'Alacant.

## Característiques
Ara com ara, per l'estació de MARQ-Castell hi circulen trens amb direcció a Estels (línies 1, 2, 3 i 4, amb una freqüència mitjana 5-6 minuts), on es troba el terme provisional a l'espera de la construcció de l'estació intermodal, i a diferents punts del nord de la ciutat d'Alacant i de la província (amb freqüències mitjanes de 10 minuts de pas fins a Sangueta i Lucentum i de 15 a Universitat i Sant Vicent). L'estació compta amb quatre escales mecàniques, així com amb un ascensor de gran capacitat que comunica amb l'andana.
És una de les estacions més transitades de la xarxa, en ser usada per realitzar el transbord des de les línies 1, 3, 4 cap a la línia 2 i viceversa.

## Accessos
L'estació disposa de dos vestíbuls i tres boques d'accés (una del vestíbul del Benacantil i dos altres del vestíbul de Doctor Mas Magro).
- Des del carrer Vázquez de Mella Carrer de Vázquez de Mella (costat Benacantil).
- Des del carrer Celia Valls Carrer de Celia Valls (costat Clínica Perpetu Socors).
- Des del carrer Na Violant Carrer de Na Violant (costat Benacantil).

## Línies i connexions
| << Capçalera | < Estació | Línia | Estació >             | Capçalera >>            |
| ------------ | --------- | ----- | --------------------- | ----------------------- |
| Estels       | Mercat    |       | Sangueta              | Benidorm                |
| Estels       | Mercat    |       | La Goteta-Plaza Mar 2 | Sant Vicent del Raspeig |
| Estels       | Mercat    |       | Sangueta              | El Campello             |
| Estels       | Mercat    |       | Sangueta              | Plaça de La Corunya     |

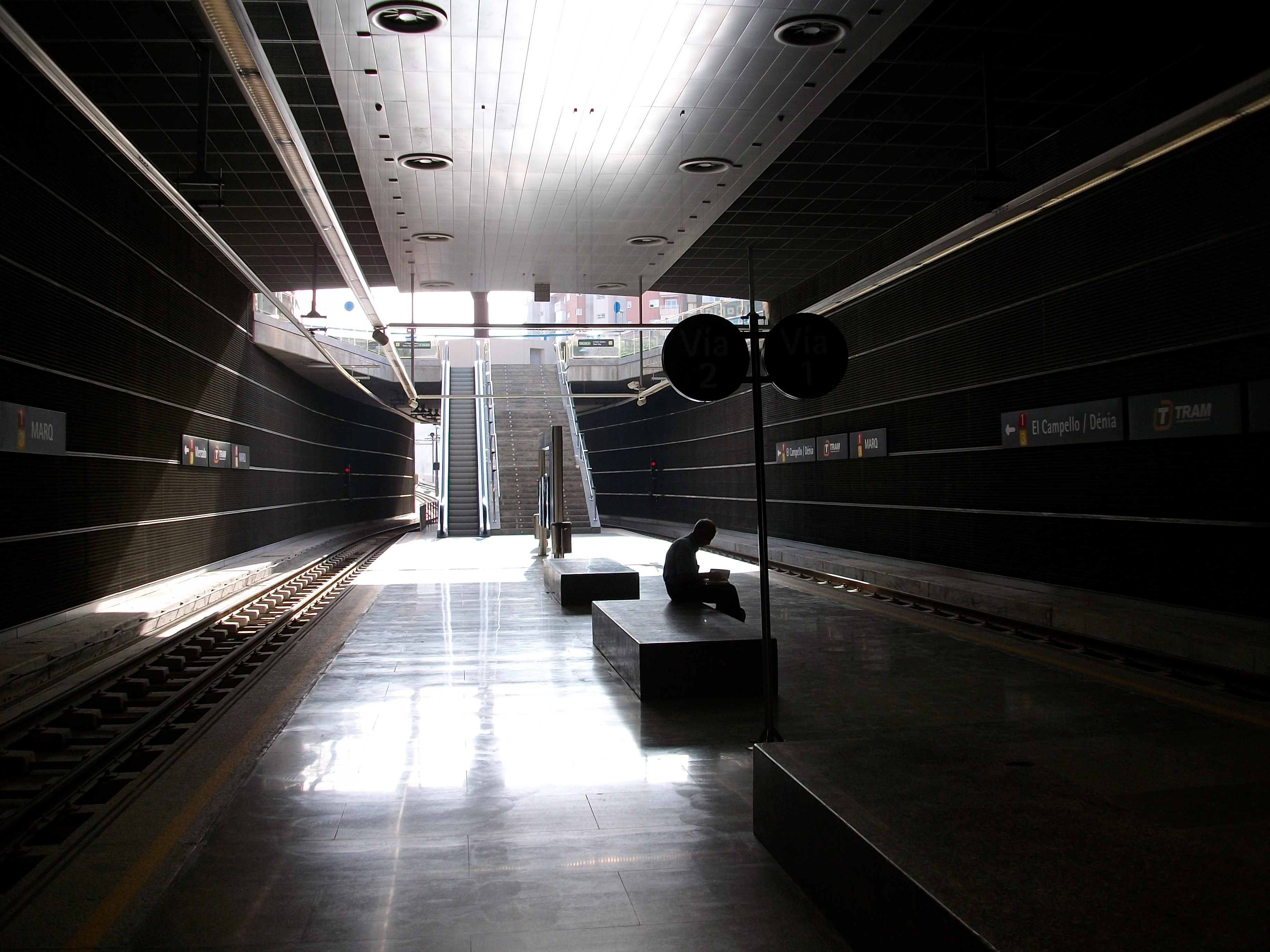
Andanes de l'estació

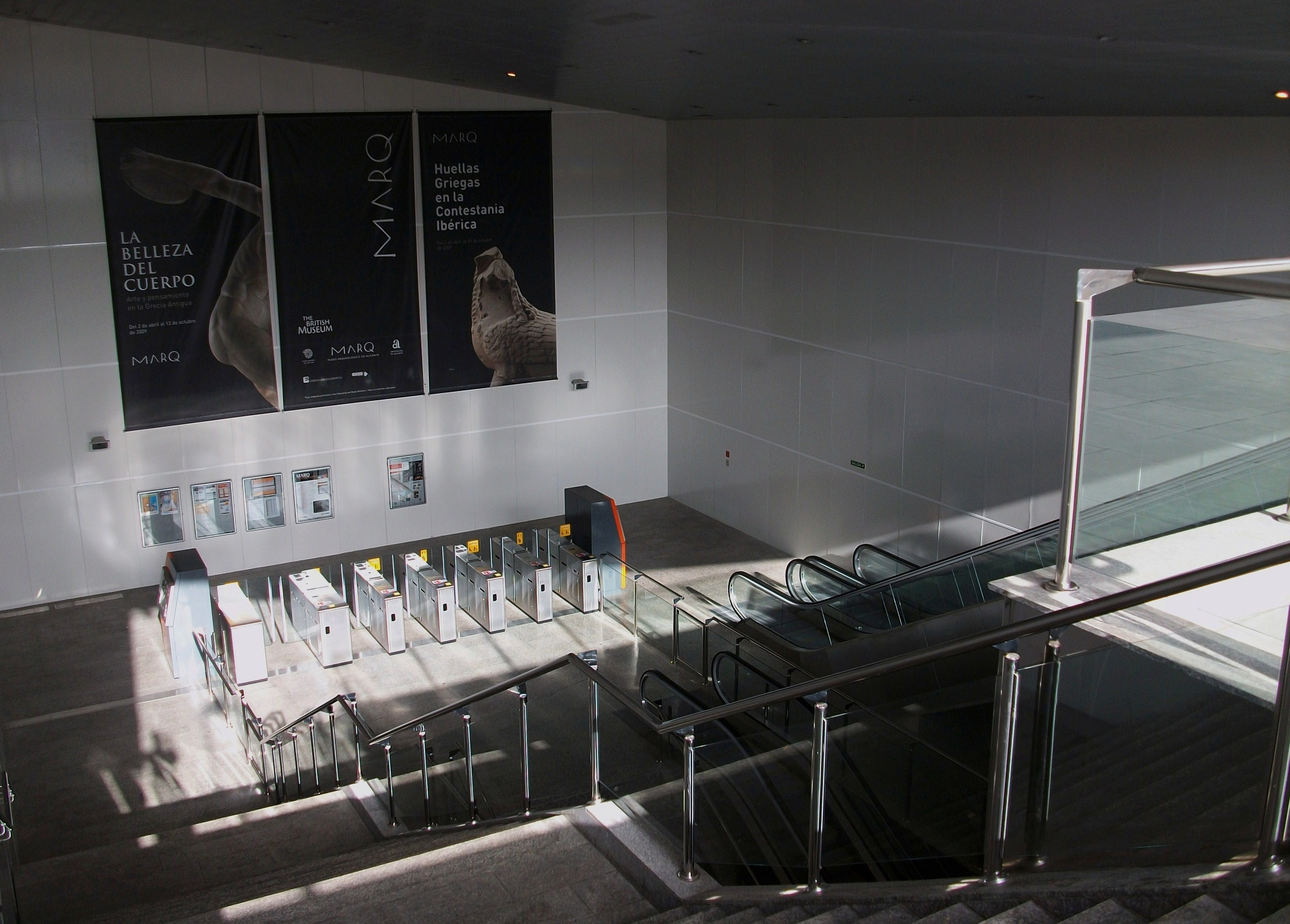
Baixada a l'estació

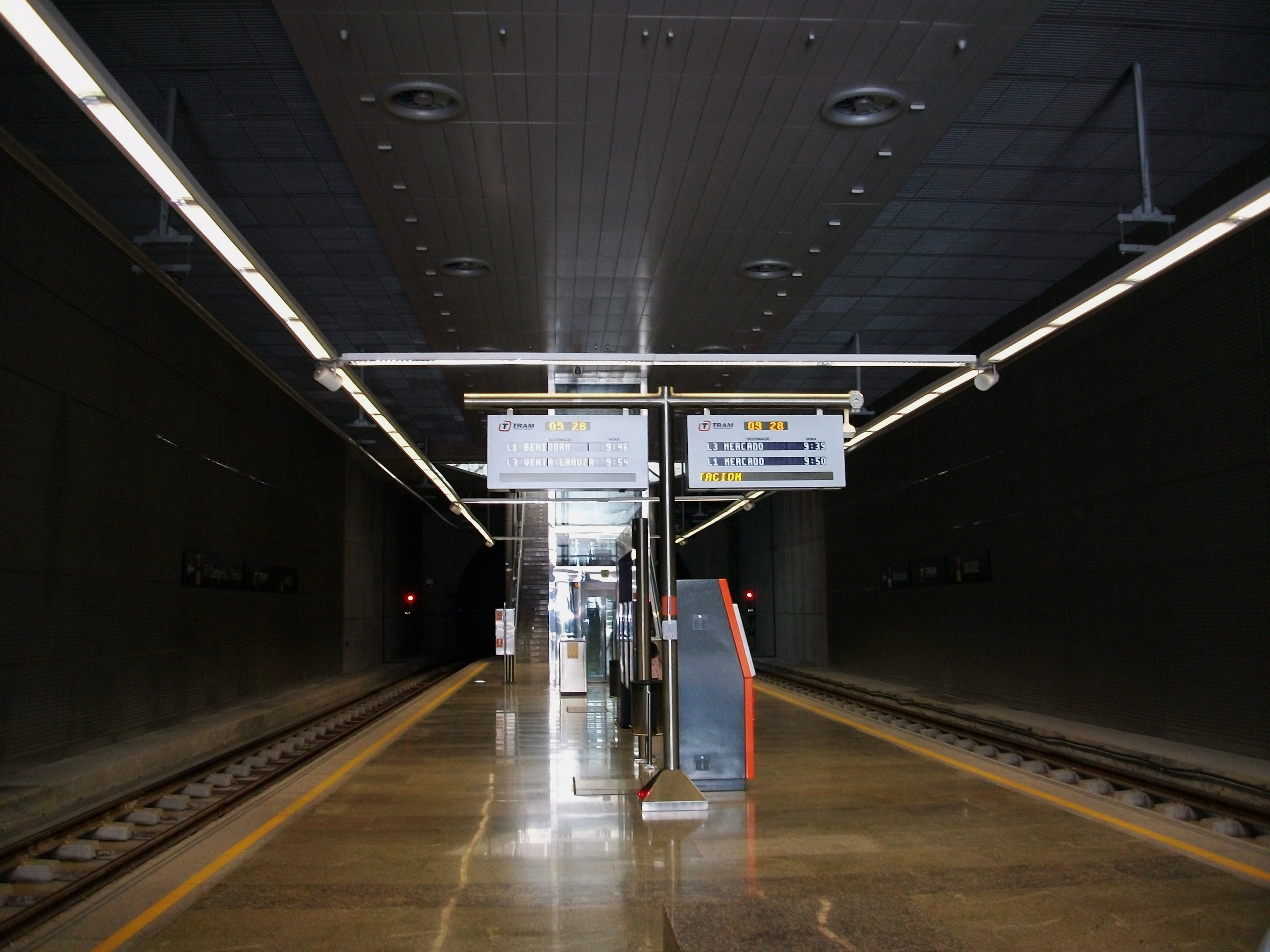
Andanes de l'estació

- Les línies 1, 2, 3 i 4 funcionen amb normalitat fins a la que hui és la seua capçalera de forma provisional, quan l'Estació Central Alacant es construïsca està previst que aquesta siga la capçalera. El projecte de l'estació Intermodal es troba paralitzat fins que es concrete el projecte de la nova estació d'Adif Alacant i la segona es troba en construcció.[1]

## Evolució del tràfic
| Any        | 2009 | 2010    | 2011    | 2012    | 2013    | 2014    | 2015    | 2016    | 2017    | 2018    |
| ---------- | ---- | ------- | ------- | ------- | ------- | ------- | ------- | ------- | ------- | ------- |
| Passatgers | -    | 268.000 | 320.884 | 325.807 | 340.055 | 376.308 | 385.754 | 402.007 | 469.143 | 517.928 |